# Portret Garcii Ibañeza Múgica de Bracamonte
Portret Garcii Ibañeza Múgica de Bracamonte – obraz olejny przypisywany hiszpańskiemu malarzowi pochodzenia greckiego Dominikosowi Theotokopulosowi, znanemu jako El Greco.
Autorstwo obrazu jest podważane. Nie jest wymieniany jako praca El Greca w monografii Harolda Wetheya, ale w pierwszej obszernej pracy na temat dzieł malarza autorstwa Manuela Cossia oraz u Augusta L. Mayera, Jose Camona i Gudiola jest już wymieniany.

## Opis obrazu
Portret przedstawia mężczyznę w czarnej pelerynie, spod której widać biały kołnierzyk. Podobnej grubości białe mankiety wystają spod rękawów. Białe elementy kontrastują z czernią stroju i szarym tłem oraz z jasną twarzą o wysokim czole i z tradycyjną hiszpańską bródką. Prawa ręka mężczyzny uniesiona jest do piersi, gdzie palce jakby przytrzymywały zapięcie peleryny. Lewa ręka spoczywa na stole obok biretu.
Portret nie został w całości namalowany przez El Greca. Z dużą pewnością dłonie mężczyzny zostały namalowane przez jego syna Jorga Manuela. Podobna faktura i miękkie pociągnięcia pędzla można zaobserwować w innej pracy z tego samego okresu, w Portrecie nieznanego mężczyzny z Musée de Picardie. Portret zachował się w złym stanie co utrudnia stylistyczną analizę.